# Les Chambres

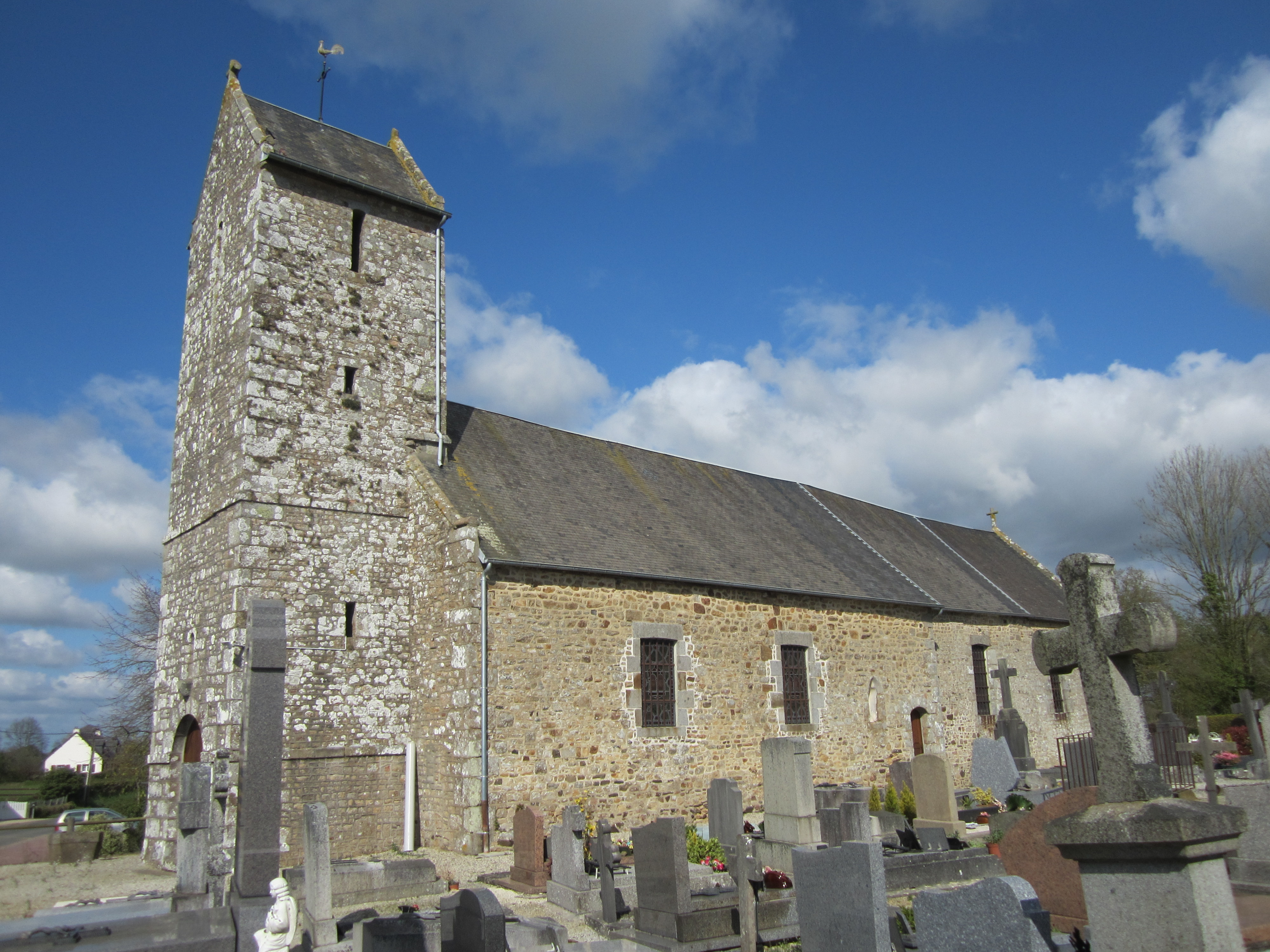
Kerk

Les Chambres is een plaats en voormalige gemeente in het Franse departement Manche (regio Normandië) en telt 118 inwoners (2009). De plaats maakt deel uit van het arrondissement Avranches. Les Chambres is op 1 januari 2016 gefuseerd met de gemeente Champcervon tot de gemeente Le Grippon. 

## Geografie
De oppervlakte van Les Chambres bedraagt 4,3 km², de bevolkingsdichtheid is dus 27,4 inwoners per km².
De onderstaande kaart toont de ligging van Les Chambres met de belangrijkste infrastructuur en aangrenzende gemeenten.

## Demografie
Onderstaande figuur toont het verloop van het inwonertal (bron: INSEE-tellingen).